# Colymbomorpha vittata
Colymbomorpha vittata är en skalbaggsart som beskrevs av Britton 1959. Colymbomorpha vittata ingår i släktet Colymbomorpha och familjen Melolonthidae. Inga underarter finns listade i Catalogue of Life.